# Trezzano Rosa
Trezzano Rosa (Trescian in dialetto brianzolo e in dialetto milanese, AFI: /treˈʃãː/, localmente Trascian, e semplicemente Trezzano fino al 1862) è un comune italiano di 5 426 abitanti della città metropolitana di Milano in Lombardia.

## Origini del nome
Le più antiche attestazioni denominano il paese come Derzano (1045), forse di origine non dissimile da “Dèrgano”, altro antico comune del milanese, di etimo celtico.
La forma “Terzago”, di diversa origine, attestata dapprima (1346) per una frazione dell'odierna Trezzano sul Naviglio (distante circa 40 km) venne, nei documenti ecclesiastici del Cinquecento, utilizzata indifferentemente anche per Derzano. Viceversa, in epoca successiva, la forma “Trezzano” – invalsa in primo luogo per Derzano, per analogia con Trezzo, della cui pieve Derzano faceva parte – fu estesa al paese del Naviglio (prima noto come “Trenzano”), rendendo definitivamente omonimi i due paesi.
Il sostantivo Rosa si ispira al locale Santuario della Beata Vergine del Rosario, del XVI secolo, il più antico punto di riferimento del borgo e molto caro alla devozione trezzanese. Esso fu aggiunto al nome del comune con regio decreto 19/10/1862, n. 934, sentito il consiglio comunale, per distinguerlo dall'ormai omonimo centro a sud di Milano, che contemporaneamente assumeva la denominazione di “Trezzano sul Naviglio”.

## Storia

### Le origini
Un villaggio agricolo era già sorto in loco durante la conquista romana della pianura Padana, tra il II e il I secolo a.C., testimoniato dalle visibili tracce lasciate dalla centuriazione, sistema con cui i romani organizzavano i territori agricoli.

### Nel Ducato di Milano (1395-1796)
Nel 1398, quando il duca di Milano Gian Galeazzo Visconti aveva commissionato un censimento dei beni ecclesiastici del suo ducato, l'insediamento figurava ancora con l'antico nome di Derzano, collocato nella Pieve di Pontirolo.
Nel 1538 fu accorpato ai feudi della famiglia d'Adda, per poi passare nel 1543 tra le proprietà del marchese Giambattista Castaldo. Nel 1564, secondo il Cathalogus Cleri, la medesima località fa ancora parte della Pieve di Pontirolo. La Pieve sarà poi divisa in due aree, quella a ovest del fiume Adda (compresa l'attuale Trezzano Rosa) verrà accorpata al marchesato di Cassano d'Adda e rimase sotto il Ducato di Milano, quella a est venne accorpata ai possedimenti bergamaschi della Repubblica di Venezia. Negli annali ecclesiastici è annotata la visita di San Carlo Borromeo alla parrocchia di Terzago nel settembre 1566. Nel 1572, quando il Ducato di Milano era sotto il dominio spagnolo, il feudo fu concesso alla famiglia Bonelli.
Quando nel 1714 il Ducato di Milano passò agli Asburgo d'Austria Trezzano venne riorganizzata nella Pieve di Trezzo, all'interno della provincia austriaca di Milano. Nel 1781 Trezzano e il feudo di cui faceva parte venne venduto dai Bonelli al marchese Giambattista d’Adda, ritornando così ad essere un possedimento dei d'Adda, fino all'abolizione dei feudi, avvenuta nel 1796 per mano di Napoleone.

### Il periodo napoleonico (1796-1814)
Trezzano faceva parte del Dipartimento d'Olona della Repubblica Cisalpina (poi ribattezzata Repubblica Italiana e poi Regno d’Italia).
Nel 1809 a Trezzano fu annessa la limitrofa Grezzago, per poi essere a sua volta accorpata al comune di Vaprio d'Adda nel 1811. Quando venne ristabilito il dominio austriaco sulla Lombardia la situazione ritornerà quella precedente.

### Ritorno all'Austria (1815-1859)
A partire dal 1815 Trezzano era amministrativamente integrata nel distretto di Gorgonzola, nella provincia austriaca di Milano del Lombardo-Veneto, controllato dall'Impero austriaco. 
Con la Seconda guerra d'indipendenza del 1859 entrerà a far parte, assieme a tutta la Lombardia, del Regno di Sardegna. Il 17 marzo 1861 sarà poi proclamato il Regno d'Italia.

### Dopo l'unità d'Italia
Durante il periodo del Regno d’Italia, così come avveniva in buona parte delle campagne, la popolazione trezzanese si caratterizzava per la bassa scolarizzazione, con una media del tasso di analfabetismo pari all'80%. Fino al secondo dopoguerra Trezzano Rosa rimase un tipico paesino di campagna, le cui principali risorse erano l'agricoltura, l'allevamento di pollame e di bachi da seta (seta destinata alle filande del territorio). In particolare le donne allevavano i bachi nelle tradizionali corti trezzanesi, che ancora oggi costituiscono il nucleo storico del centro abitativo del paese.
Dagli anni '60, con la crescita economica delle vicine Gorgonzola, Gessate e Trezzo sull'Adda grazie all’affermarsi dell'industrializzazione, sempre più trezzanesi iniziarono a svolgere la mansione di operai nelle fabbriche. Quando in un secondo momento l'industrializzazione interessò anche Trezzano stessa, negli anni '80-'90, la comunità si trasformò e la maggior parte delle persone in età lavorativa andò a lavorare in fabbrica o negli uffici, con una drastica diminuzione degli occupati nell’agricoltura. Risale a quegli anni la nascita della zona industriale trezzanese.
A partire dagli anni '80 Trezzano Rosa fu interessata da una cospicua immigrazione, dovuta sia allo sviluppo industriale che al fenomeno della gentrificazione, che allontanò diverse famiglie dalle città più grandi. Si verificò una vera impennata dell’andamento demografico, passando dal contare circa 1.400 abitanti nel 1980 a superare i 5.000 nel 2012.
Dal 2015 fa parte della Zona omogenea Adda Martesana della città metropolitana di Milano.

### Simboli
Lo stemma e il gonfalone del comune di Trezzano Rosa sono stati concessi il 5 dicembre 1984.
Stemma
Gonfalone

## Monumenti e luoghi d'interesse
- Chiesa di San Gottardo
- Santuario della Beata Vergine del Rosario[17]
- Villa Ida
- Monumento ai Caduti
- Monumento al Partigiano
- Parco Volano Oasi Naturalistica

## Società

### Evoluzione demografica
- 314 nel 1751
- 370 nel 1771
- 400 nel 1805
- 694 nel 1809 dopo annessione di Grezzago
- annessione a Vaprio nel 1811
- 770 nel 1853
- 799 nel 1859

Abitanti censiti

### Etnie e minoranze straniere
Secondo le statistiche ISTAT al 1º gennaio 2021 la popolazione straniera residente nel comune metropolitano era di 492 persone, pari all'8% della popolazione.

## Cultura

### Istruzione
- Scuola dell'Infanzia "Sandro Pertini"
- Scuola Primaria "Carlo Porta"
- Scuola Secondaria di Primo grado "Ilaria Alpi"

### Biblioteche
- Biblioteca Comunale "Don Milani", parte del sistema bibliotecario CUBI, che riunisce gli ex sistemi Milano-Est e Vimercatese.

## Galleria d'immagini

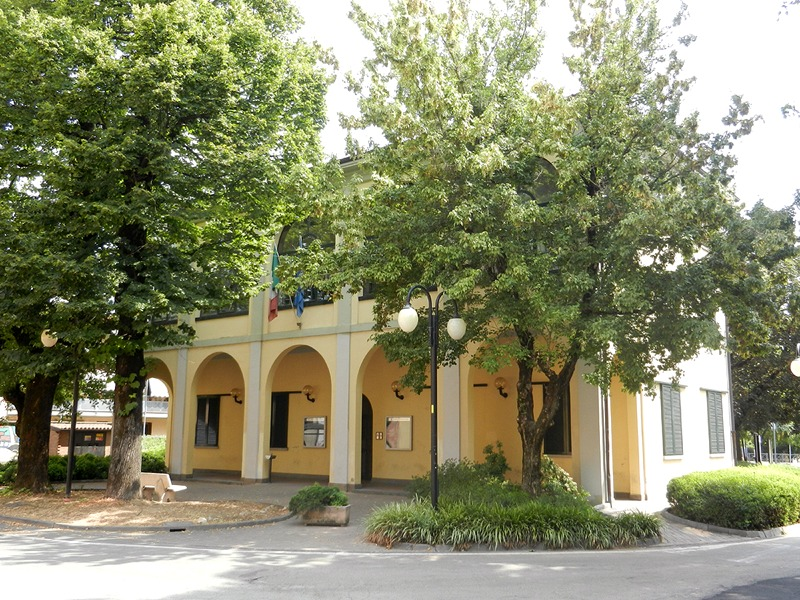
Il municipio, in piazza XXV Aprile.
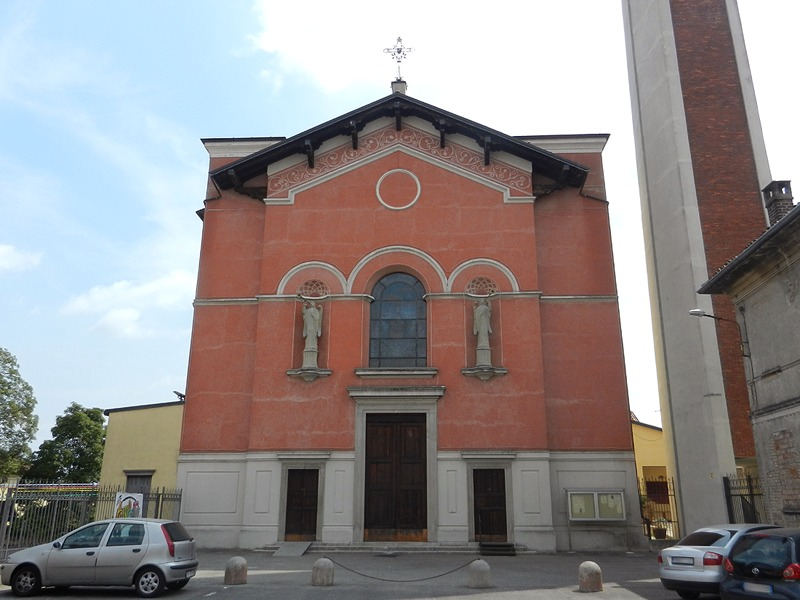
La chiesa dedicata al patrono san Gottardo, consacrata nel 1911. Fiancheggiata dal suo campanile, del 1958, che si ispira a quello di San Marco a Venezia
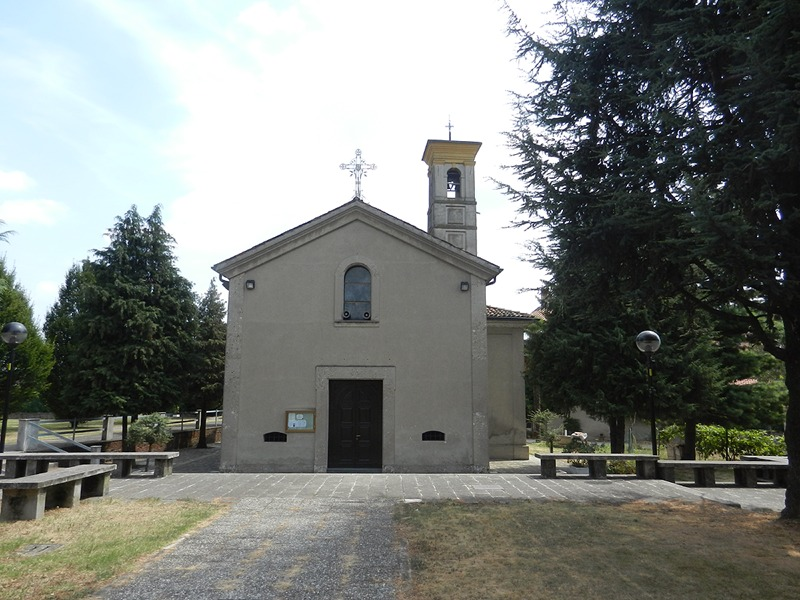
Il santuario dedicato alla Beata Vergine del Rosario, costruito nel '600.